# Florian Runggaldier
Florian Runggaldier (1966) è un ex sciatore alpino italiano.

## Biografia
Specialista delle gare veloci, debuttò in campo internazionale in occasione dei Mondiali juniores di Auron 1982 e colse l'ultimo risultato agonistico ai Campionati italiani 1986, dove conquistò la medaglia di bronzo nella combinata. Non prese parte a rassegne olimpiche né ottenne piazzamenti in Coppa del Mondo o ai Campionati mondiali.

## Palmarès

### Campionati italiani
- 1 medaglia[1]:
  - 1 bronzo (combinata nel 1986)